# شهرستان فورد (کانزاس)
شهرستان فورد، کانزاس (به انگلیسی: Ford County, Kansas) یک سکونتگاه مسکونی در ایالات متحده آمریکا است که در کانزاس واقع شده‌است.